# Albocàsser
Albocàsser, en valencien et officiellement (Albocácer en castillan), est une commune d'Espagne de la province de Castellón dans la Communauté valencienne. Elle est le chef-lieu de la comarque d'Alt Maestrat et dans la zone à prédominance linguistique valencienne. Sa population s'éleve à 1 424 habitants en 2013. Albocàsser est située sur le Méridien de Greenwich.

## Géographie

Localisation d'Albocàsser
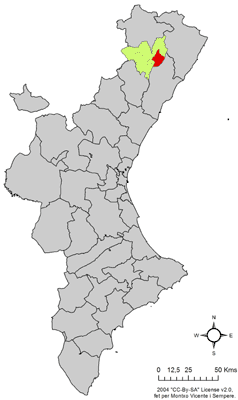
dans la Communauté valencienne.
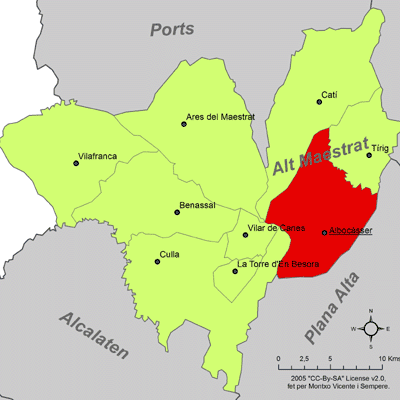
dans la comarque d'Alt Maestrat.

La commune d'Albocácer constitue un important nœud de communications au nord de la province de Castellón. Le centre urbain se trouve situé dans un couloir qui ne dépasse pas 600 m d'altitude, prolongé vers le sud-ouest par le corridor de Els Ibarzos et vers le nord-est par le couloir de Tírig qui débouche sur la plaine de San Mateo. Les ravins (ramblas) Carbonera au sud-ouest et Morellana-Valltorta au nord-est, constituent le système fluvial de son territoire.
Le climat se caractérise par la modération des températures, tant estivales (20 à 24 °C) qu'hivernales (3 à 9 °C). Le régime pluviométrique est également typiquement méditerranéen, avec son maximum à l'automne.
Les zones les plus plates ont été aménagées pour l'agriculture ; sinon le paysage végétal montre la variété de la flore avec les yeuses omniprésentes, les massifs de chênes kermès ou de garrigue, et la présence agréable des espèces aromatiques (lavande, romarin, thym, sarriette).

### Hameaux
- La Calzada
- Les Casetes
- Masía Brusca
- Masía Pati
- Sant Pau/San Pablo

### Localités limitrophes
Le territoire d'Albocácer est voisin des localités suivantes :
Ares del Maestre, Catí, Tírig, Les Coves de Vinromà, Sarratella, Sierra Engarcerán Culla et Vilar de Canes toutes dans la province de Castellón.

## Histoire
Les nombreux vestiges archéologiques des temps préhistoriques, ibériques, romains et arabes, attestent une présence humaine très ancienne. L'acte de naissance officiel de la ville d'Albocácer  est daté du 25 janvier 1239 ; ce jour-là, Don Blasco de Alagón, lieutenant du roi Jacques Ier le Conquérant, accorda une charte de peuplement (carta puebla) à Juan de Brusca (une ferme porte toujours son nom) et trente autres personnes qui seront régis par les coutumes (fueros) d'Aragón. En 1243, Albocàsser apparait comme un fief de l'Ordre de Calatrava, qui confirma la charte de peuplement le 24 janvier de cette même année. Le 2 juin 1275, l'ordre échangea le district avec Artal de Alagón. Albocàsser fut élevée au rang de Ville pendant la seigneurie de Artal de Alagón (1275-1293). Ce dernier, à son tour, remit la ville au roi Jacques II le 14 juin 1293.  L'année suivante, c'est le monarque qui la transféra avec d'autres lieux à l'Ordre du Temple. Après la dissolution de celui-ci, elle fit partie du patrimoine de l'Ordre de Montesa jusqu'au XIXe siècle, au cours duquel elle fut le théâtre de fréquents affrontements au cours des guerres carlistes.

## Population
| 1990  | 1992  | 1994  | 1996  | 1998  | 2000  | 2002  | 2004  | 2005  |
| ----- | ----- | ----- | ----- | ----- | ----- | ----- | ----- | ----- |
| 1.526 | 1.490 | 1.449 | 1.399 | 1.374 | 1.344 | 1.381 | 1.385 | 1.395 |

## Administration

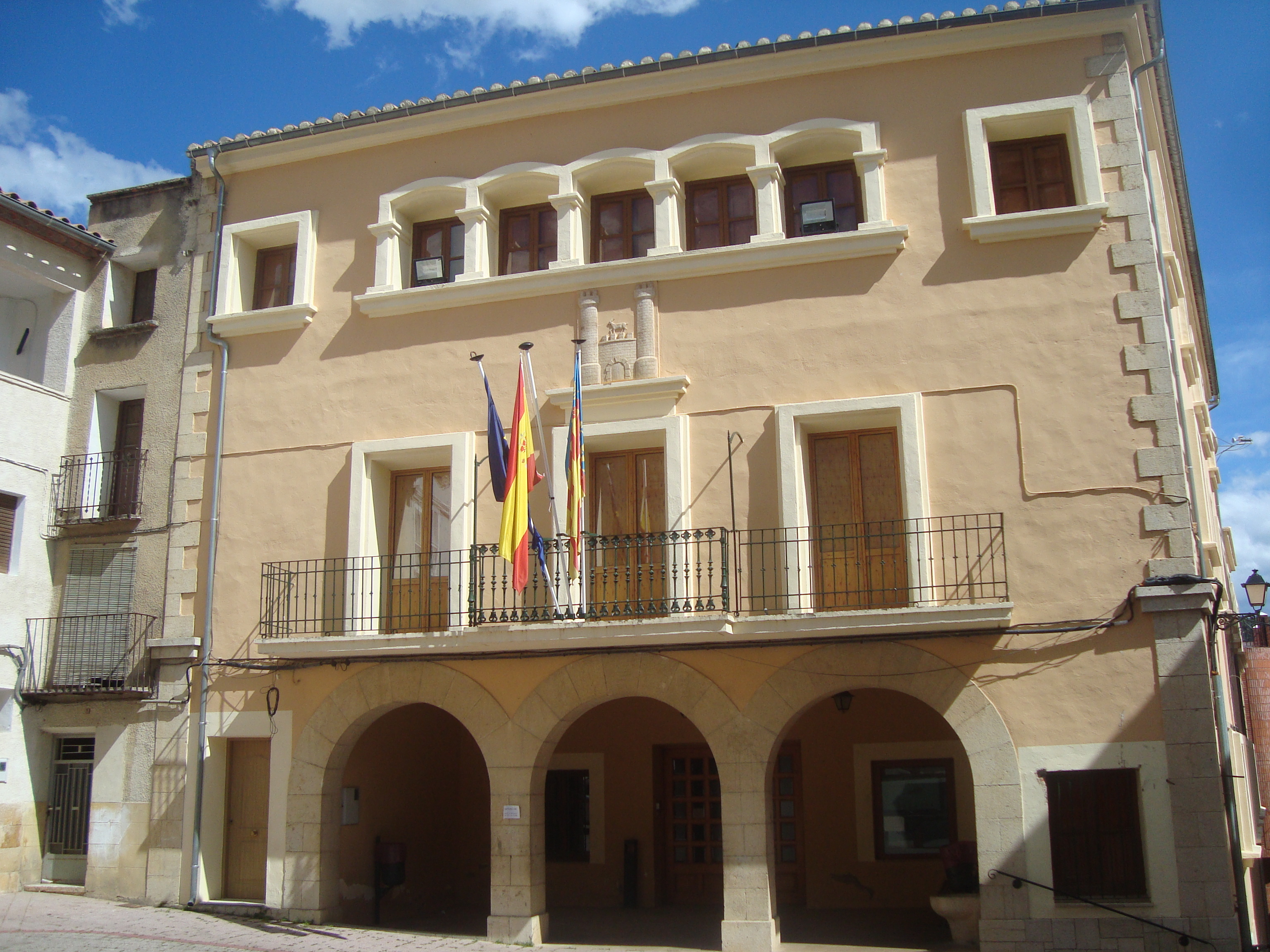
Ayuntamiento de Albocàsser. Conseil municipal d'Albocàsser

| Liste des Alcades |                          |       |         |
| Période           | Identité                 | Parti | Qualité |
| 1979-1983         | Ismael Monfort Ferrando  | UCD   | -       |
| 1983-1987         | Ismael Monfort Ferrando  | AP    | -       |
| 1987-1991         | -                        | -     | -       |
| 1991-1995         | -                        | -     | -       |
| 1995-1999         | Jose Manuel Sales Escrig | PSOE  | -       |
| 1999-2003         | -                        | -     | -       |
| 2003-2007         | Antonio Querol Ferrando  | PP    | -       |
| 2007-2011         | Antonio Querol Ferrando  | PP    | -       |
| 2011-             | Antonio Querol Ferrando  | PP    | -       |

## Économie
Après la disparition de la vigne à cause du phylloxéra, l'amandier et l'olivier constituent les bases de l'agriculture de la ville. Quelques variétés d'arbres fruitiers et les produits soigneusement cultivés des petits jardins irrigués par l'eau de norias, complètent la production agricole d'Albocácer.
Dans le domaine de l'élevage existent des exploitations avicoles et porcines principalement; on trouve également le pacage de troupeaux ovins et caprins.
L'industrie (peu développée) concerne le secteur textile (confection d'habits).

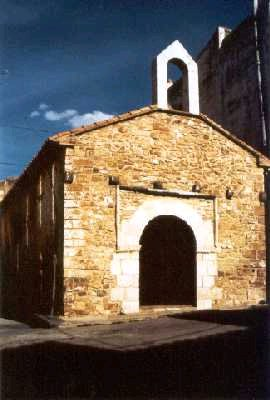
Chapelle de los Santos Juanes.

## Sites et monuments

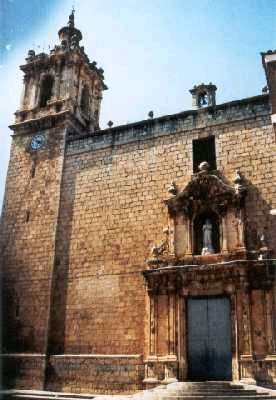
Église paroissiale

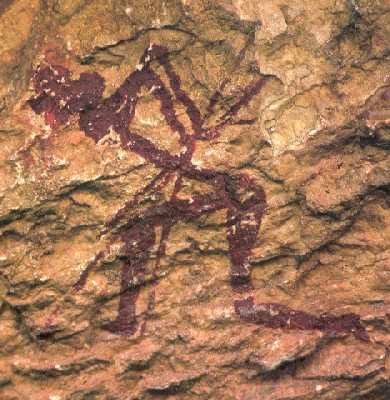
Peinture rupestre.

### Monuments religieux

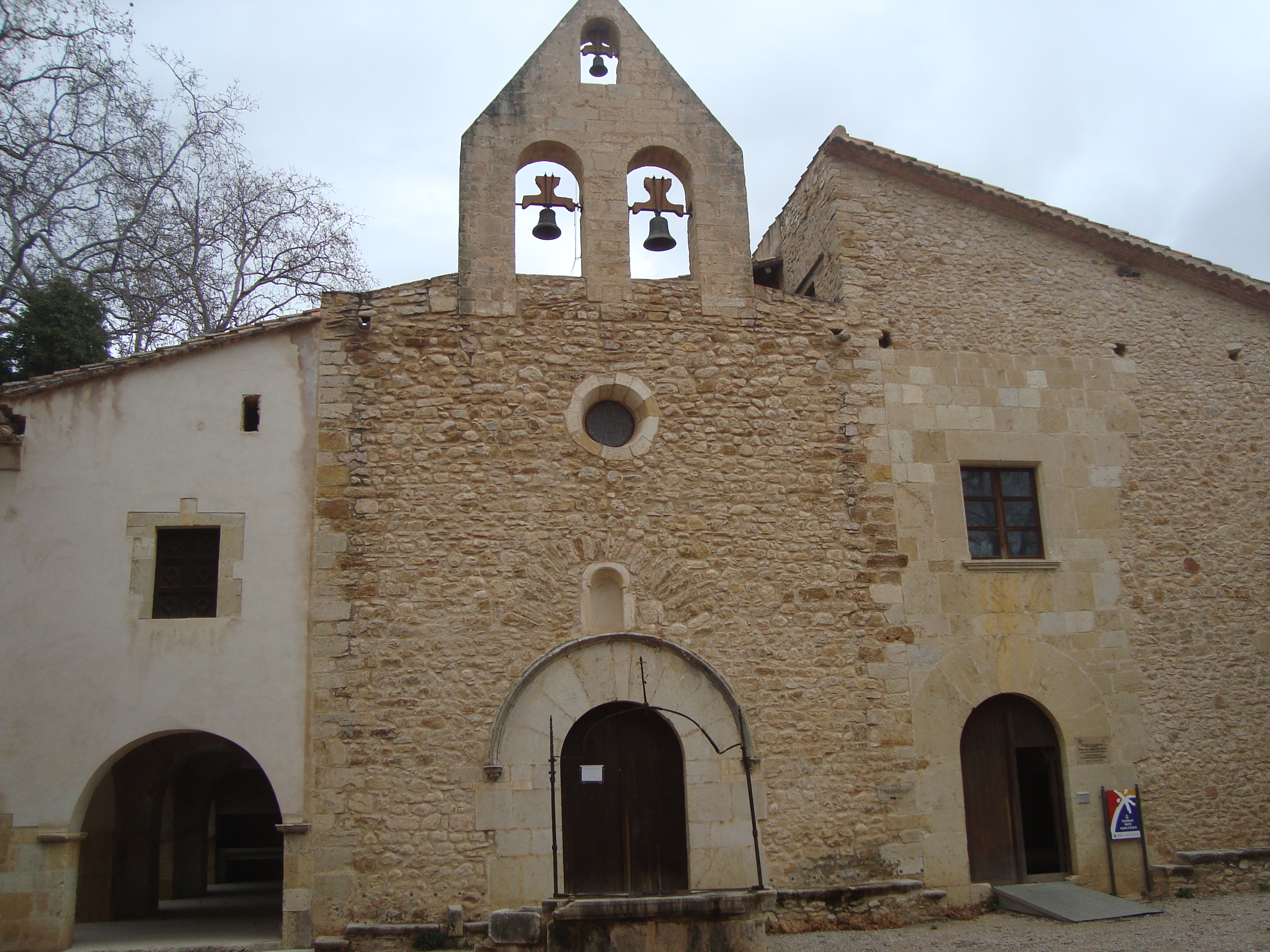
Ermitage de Sant Pau (Albocásser)

- Duc de Savoie, peinture murale (Sant Pau, Albocàsser)Ermitage de Sant Pau (Albocásser)Ermita de los Santos Juanes (Ermitage des Saints Jean). De style gothique. Englobé aujourd'hui dans le tissu urbain, l'ermitage de los Santos Juanes est une construction de la fin du XIIIe siècle, située hors les murs de ce que fut le noyau primitif du village, avec un plan du type dit de Reconquête : une nef unique couverte par des arcs en ogive qui soutiennent la toiture. La porte est en  plein cintre. L'ermitage conserve un tombeau en pierre avec une inscription; il abrite également le retable des Saints Jean Baptiste et l'Évangéliste (début du XVe siècle).

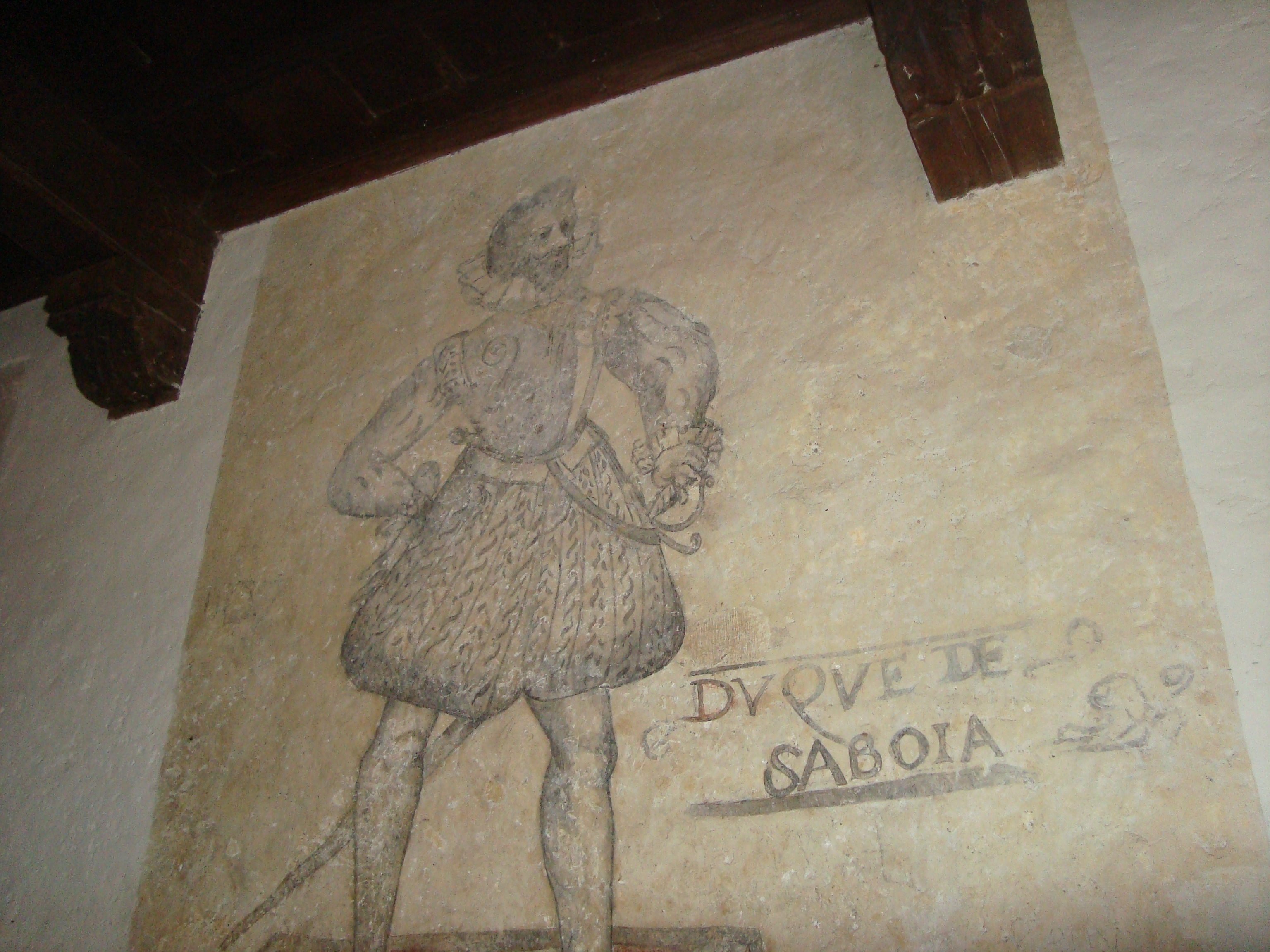
Duc de Savoie, peinture murale (Sant Pau, Albocàsser)

- Ermitage de la Esperanza. avec une hôtellerie jointe, fondée au XVe siècle par Bernardo Fort.
- Ermitage de San Pedro Mártir. Du XVe siècle, avec un intéressant portail latéral.
- Ermitage et hôtellerie de San Pablo. Déclaré Monumento Histórico Artístico Nacional (Monument historique). À fin du XVIe siècle, à côté de l'ermitage primitif, était édifiée l'hôtellerie, agrandie au XVIIIe siècle par deux ailes avec des portes sur les côtés. L'hôtellerie s'articule autour d'une cour centrale fermée par une porte (avec une sortie côté du pré par un portail en plein cintre); une aile séparée, construite en pierre, permet d'accéder tant à l'église qu'à la cuisine, avec sa cheminée, ainsi qu'aux anciennes écuries.

Par un escalier en pierre de tradition gothico-catalane, on atteint les dépendances supérieures, bien travaillées en pierre taillée et toitures en bois, où se trouve la salle des réunions, décorée avec des peintures murales monochromes du premier tiers du XVIIe siècle. En 1617, on commença à construire l'église. Elle est faite d'une nef unique rectangulaire, à trois travées, sans chapelles ni transept, avec un intéressant chœur.
- Ermitage de San Miguel. (XV-XVIII siècles). Dans la zone des intéressantes fermes comme l'ensemble du Mas de Brusca.

- Église paroissiale. De style baroque sévère; elle a été commencée à la fin du XVIIe siècle en  remplacement de la première église  gothique du XIIIe siècle ; elle comporte trois nefs sans transept ni chapelles latérales, avec des voûtes en plein cintre avec des lunettes. De sa sobre façade en pierre taillée se détache le portail à deux corps avec des pilastres adossés et une statue de la Assomption de Nuestra Señora. Le sanctuaire conserve un nombre considérable de pièces d'orfèvrerie, ornements et restes d'autels, ainsi que le retable de la Vierge de la Esperanza, bel exemple d'art gothique.

### Monuments civils
- Château. reconstruit et agrandi en 1289 par Artal de Alagón, qui rajouta deux tours, il fut restauré en 1568. Acquis par la mairie en 1872, il devint une caserne de la Guardia Civil jusqu'en 1927. En 1930 la marie le fit abattre. Actuellement, il ne reste que quelques ruines intéressantes avec des pans de muraille et une tour.
- Tour de la Fondeta. Tour de défense isolée dans le village.
- Tour de la Falsa à 1 km du village. Il s'agit d'une ancienne ferme fortifiée.
- Palau Fuster (Palais Fuster). Parmi les édifices de la calle Mayor (Grand-Rue), notons le palais construit par la famille Fuster XVIIIe siècle.
- En divers endroits du territoire, on peut voir les nombreuses bâtisses de pierre sèche, témoignage de l'intense élevage des moutons à l'époque médiévale.

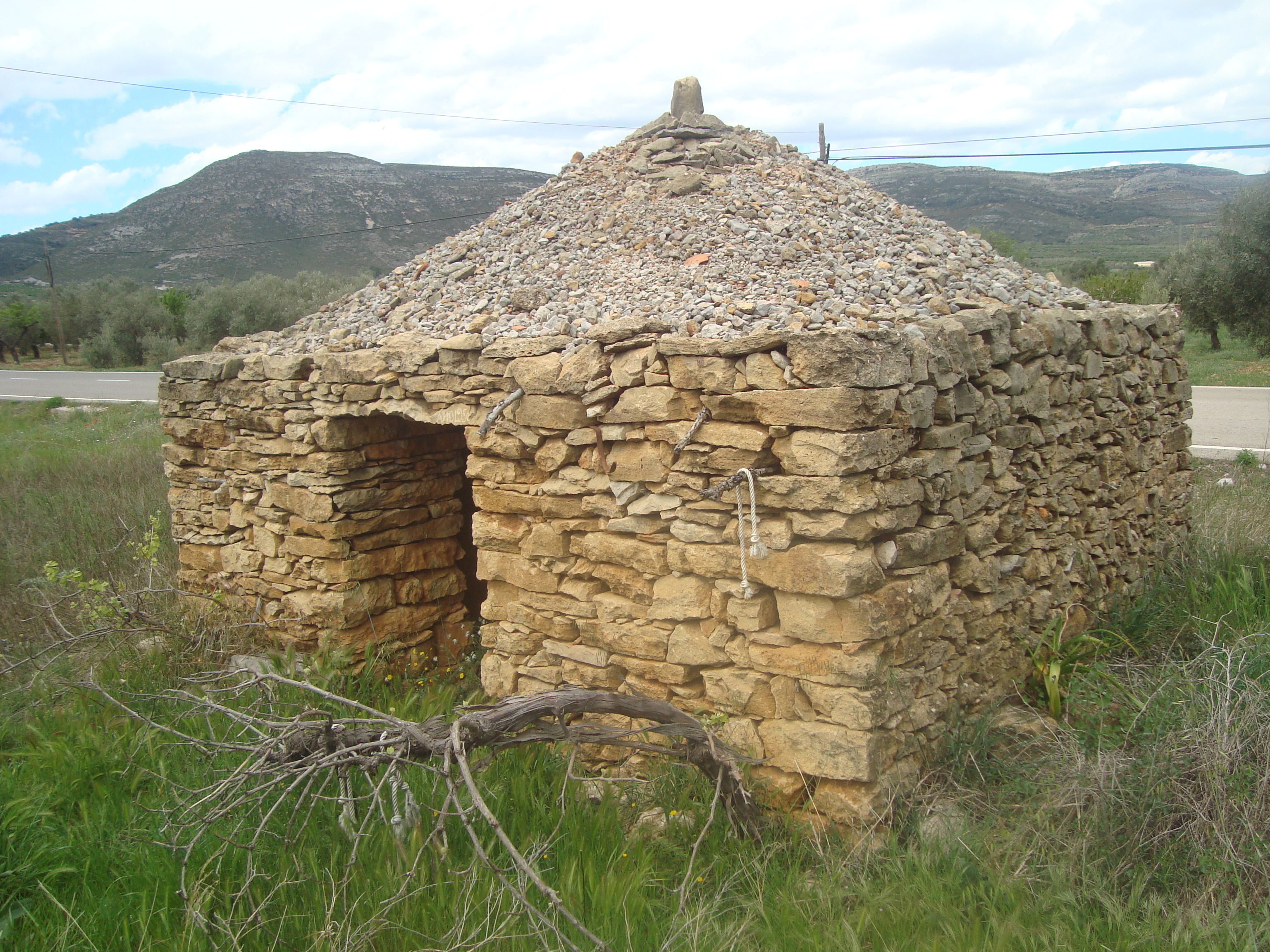
Barraca de pedra seca (Albocàsser)

- Barraca de pedra seca (Albocàsser)Autres sites ceux de las Fuentes de Na Tosca et Masía Brusca parmi les nombreuses fermes disséminées sur le territoire, dont beaucoup ont été restaurées récemment pour servir de résidences pour le tourisme rural.

### Sites
- Barranco de la Valltorta. Peintures rupestres de l'époque mésolithique. Le Musée et les peintures rupestres du barranc de la Valltorta, qui avec celles du Barranco de Gasulla (Ares del Maestre) forment un trésor artistique unique, déclaré par l'UNESCO patrimoine de l'Humanité. Leur intérêt reconnu mondialement rend incontournable la visite de ce site.
- Grotte de los Caballos. Peintures rupestres.

## Fêtes

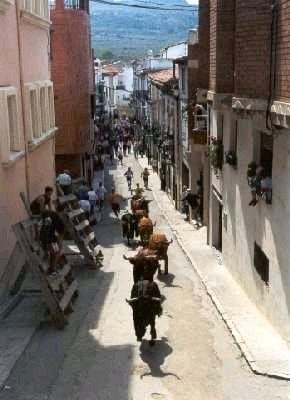
Toros dans la rue.

- San Antonio Abad. Elle se célèbre à la fin de semaine la plus proche du jour du Saint, 16 et 17 de janvier. Notons le trainage de tronc d'arbres par des chevaux rossegades, le grand feu de joie traditionnel sur la place de l'église et la procession avec des animaux; pendant le trajet de cette procession, on fait la lecture publique de la populaire publicata, critique satirique annuelle de la vie du village.
- Fêtes Patronales. Au mois d'août ont lieu les fêtes patronales en l'honneur de la Vierge de l'Assomption. Durant 10 jours consécutifs, autour du 15 août, se déroulent jeux taurins appelés bous al carrer (« toros emboulés »), manifestations culturelles (théâtre, danses, expositions, concerts, attributions de prix littéraires et photographiques, etc.), manifestations sportives et ludiques.

- Pèlerinages a San Pedro Mártir, San Miguel et San Pablo. Ils se célèbrent le dernier dimanche d'avril, et le premier dimanche de mai, respectivement, avec bénédiction de rameaux. Pour celui de San Pablo, on organise un pique-nique champêtre et un bal typique Ball Pla, animé par la Banda de Música locale.

- Inmaculada Concepción. Une des coutumes autochtones et populaires d'Albocácer  est la cantà de les cartes qui se fait chaque année, la nuit du 7 décembre, à la veille de la fête de l'Immaculée Conception; lors de cette cérémonie, les conscrits implorent la protection de la Vierge  pendant leur service militaire. La nuit du 7 décembre, les conscrits se réunissent sur la place de l'église, accompagnés de quelques musiciens et d'un public nombreux; quatre d'entre eux (un pour chacune des couleurs du jeu de cartes) se placent devant la façade de l'église paroissiale, et entonnent un chant (différent chaque année) ; ils mettent en relation chacune des cartes du jeu avec les mystères de la Passion du Seigneur et  des Douleurs de la Vierge Marie. Après cela, tous les conscrits parcourent les différentes rues de la ville, en chantant les traditionnelles albaes. L'origine de cette singulière tradition est datée en 1870 à la suite d'un fait survenu à un soldat de la ville pendant la Guerre de Cuba.

- Fiesta de La Oferta. Elle se célèbre à la fin de la semaine qui précède carnaval. Elle consiste en l'offrande de produits locaux (gâteaux, desserts typiques, etc.) par des particuliers, associations, etc. Ces produits  sont tirés au sort lors d'une loterie sur la place de l'église. Autrefois l'argent récolté était utilisé dans l'intérêt général du village. Les groupes d'amis dînent et assistent à un bal costumé.

## Gastronomie
Parmi les plats typiques, notons: la Olla et les botifarres, Carn d’erà (ragoût de viande), viande à la braise avec aïoli, lapin avec des escargots. Parmi les desserts sélectionnons: pastissets, coquetes de Sant Antoni, rollets d’aiguardent, prims, ametlles ronyoses, coca celestial, le caillé et le flan aux amandes.